# Mertensia ciliata
Mertensia ciliata là loài thực vật có hoa trong họ Mồ hôi. Loài này được (James ex Torr.) G. Don mô tả khoa học đầu tiên năm 1837.